# Dryadella nortonii
Dryadella nortonii är en orkidéart som beskrevs av Carlyle August Luer. Dryadella nortonii ingår i släktet Dryadella och familjen orkidéer.
Artens utbredningsområde är Bolivia. Inga underarter finns listade i Catalogue of Life.